# La chica de nieve
La chica de nieve es una serie web española del género thriller escrita por Jesús Mesas Silva y Javier Andrés Roig y dirigida por David Ulloa y Laura Alvea para Netflix, basada en la novela homónima de Javier Castillo. Está producida por Atípica Films y protagonizada por Milena Smit, José Coronado, Aixa Villagrán, Tristán Ulloa, Loreto Mauleón, Julián Villagrán, Raúl Prieto y Cecilia Freire. Se estrenó en la plataforma el 27 de enero de 2023.
El 28 de marzo de 2023, Netflix la renovó para una segunda temporada, titulada La chica de nieve 2: El juego del alma, la cual está basada en la secuela de la novela original, El juego del alma, se estrenó en Netflix el 31 de enero de 2025.

## Trama

### Primera temporada
En 2010, una niña pequeña, Amaya Martín, desaparece entre la multitud durante la cabalgata de Reyes Magos en Málaga. Una periodista en prácticas, Miren Rojo (Milena Smit), comienza su propia investigación para encontrar a la chica, junto al periodista Eduardo (José Coronado), en paralelo a la investigación de la inspectora Belén Millán (Aixa Villagrán).

### Segunda temporada
Después de recibir una escalofriante fotografía de una joven amordazada, acompañada de un enigmático mensaje, Miren investiga un colegio elitista que parece estar en el centro de la desaparición y asesinato de dos jóvenes junto a Jaime (Miki Esparbé), un periodista de investigación que llega al diario Sur huyendo de su pasado e intentando recuperar su reputación perdida.

## Reparto

### Primera temporada

#### Principal
- Milena Smit como Miren Rojo
- José Coronado como Eduardo (Episodio 1 - Episodio 4; Episodio 6)
- Aixa Villagrán como Belén Millán
- Loreto Mauleón como Ana Núñez
- Raúl Prieto como Álvaro Martín Velázquez
- Cecilia Freire como Iris Molina López (Episodio 4 - Episodio 6)
- Julián Villagrán como Santiago Vallejo (Episodio 5)
- Marco Cáceres como Chaparro

con la colaboración especial de
- Tristán Ulloa como David Luque (Episodio 1 - Episodio 2; Episodio 4)
- Antonio Dechent como Jefe Superior de Policía (Episodio 1; Episodio 3)

### Segunda temporada
- Milena Smit como Miren Rojo
- Miki Esparbé como Jaime Bernal
- José Coronado como Eduardo Vergara
- Aixa Villagrán como Belén Millán
- Marco Cáceres como Chaparro
- Hugo Welzel como Nacho Valdivia
- Mari Paz Sayago como Mercedes
- Vicente Romero como Cristóbal
- Álvaro Díaz
- Paco Ochoa como Paco
- Francisca Aronsson como Allison Hernández

con la colaboración especial de
- Luis Callejo como Garrido
- Luis Bermejo como Alberto Mendoza (Episodio 1)

## Episodios
| Temporada | Temporada | Título            | Episodios | Episodios | Lanzamiento original | Lanzamiento original |
| --------- | --------- | ----------------- | --------- | --------- | -------------------- | -------------------- |
|           | 1         | La chica de nieve | 6         | 6         | 27 de enero de 2023  | 27 de enero de 2023  |
|           | 2         | El juego del alma | 6         | 6         | 31 de enero de 2025  | 31 de enero de 2025  |

### Primera temporada (2023)
| N.º | Título       | Dirigido por | Escrito por                            | Fecha de lanzamiento original |
| --- | ------------ | ------------ | -------------------------------------- | ----------------------------- |
| 1   | «Episodio 1» | David Ulloa  | Jesús Mesas Silva y Javier Andrés Roig | 27 de enero de 2023           |
| 2   | «Episodio 2» | David Ulloa  | Jesús Mesas Silva y Javier Andrés Roig | 27 de enero de 2023           |
| 3   | «Episodio 3» | Laura Alvea  | Jesús Mesas Silva y Javier Andrés Roig | 27 de enero de 2023           |
| 4   | «Episodio 4» | Laura Alvea  | Jesús Mesas Silva y Javier Andrés Roig | 27 de enero de 2023           |
| 5   | «Episodio 5» | David Ulloa  | Jesús Mesas Silva y Javier Andrés Roig | 27 de enero de 2023           |
| 6   | «Episodio 6» | David Ulloa  | Jesús Mesas Silva y Javier Andrés Roig | 27 de enero de 2023           |

### Segunda temporada (2025)
| N.º | Título       | Dirigido por | Escrito por                            | Fecha de lanzamiento original |
| --- | ------------ | ------------ | -------------------------------------- | ----------------------------- |
| 1   | «Episodio 1» | David Ulloa  | Jesús Mesas Silva y Javier Andrés Roig | 31 de enero de 2025           |
| 2   | «Episodio 2» | David Ulloa  | Jesús Mesas Silva y Javier Andrés Roig | 31 de enero de 2025           |
| 3   | «Episodio 3» | Laura Alvea  | Jesús Mesas Silva y Javier Andrés Roig | 31 de enero de 2025           |
| 4   | «Episodio 4» | Laura Alvea  | Jesús Mesas Silva y Javier Andrés Roig | 31 de enero de 2025           |
| 5   | «Episodio 5» | David Ulloa  | Jesús Mesas Silva y Javier Andrés Roig | 31 de enero de 2025           |
| 6   | «Episodio 6» | David Ulloa  | Jesús Mesas Silva y Javier Andrés Roig | 31 de enero de 2025           |

## Producción
El 22 de abril de 2021, Netflix anunció la adquisición de tres novelas españolas para adaptarlas a series en España: Un cuento perfecto, de Elísabet Benavent; Hija del camino, de Lucía Asué Mbomio Rubio; y La chica de nieve, de Javier Castillo. El 28 de octubre de 2021, durante una presentación de sus futuros contenidos originales de España, la plataforma confirmó que la serie estaría protagonizada por Milena Smit y dirigida por David Ulloa y Laura Alvea. El 8 de febrero de 2022, el rodaje de la serie comenzó en Málaga, con José Coronado, Aixa Villagrán, Tristán Ulloa, Loreto Mauleón, Julián Villagrán, Raúl Prieto y Cecilia Freire confirmados como parte del reparto.
El 28 de marzo de 2023, Netflix renovó la serie para una segunda temporada, la cual estaría basada en la secuela de la novela original, El juego del alma. En enero de 2024, se anunció que el rodaje de la segunda temporada, titulada La chica de nieve 2: El juego del alma, había comenzado, y que Miki Esparbé había sido añadido al reparto.

## Estreno y marketing
A finales de noviembre de 2022, Netflix sacó el tráiler de La chica de nieve y confirmó que se estrenaría el 27 de enero de 2023. En octubre de 2024, Netflix lanzó las primeras imágenes de El juego del alma. El 18 de noviembre de 2024, Netflix lanzó el tráiler de la segunda temporada y programó su estreno para el 31 de enero de 2025.